# كارينا جاكوبسجارد
كارينا جاكوبسجارد (بالدنماركية: Karina Ildor Jacobsgaard)‏ مواليد 1980 في الدنمارك، هي لاعبة كرة مضرب دانمركية. أعلى تصنيف لها في الفردي كان 432. أعلى تصنيف لها في الزوجي كان 463.

## النهائيات

### الفردي (3–2)
| الحصيلة | الرقم | التاريخ        | الدورة                  | الأرضية | المنافس         | النتيجة            |
| ------- | ----- | -------------- | ----------------------- | ------- | --------------- | ------------------ |
| الوصافة | 1.    | 3 سبتمبر 2001  | كييتي، إيطاليا          | ترابية  | سوزانا زيمانوفا | 6–2, 6–7(2–7), 2–6 |
| الفوز   | 1.    | 24 سبتمبر 2001 | كاستوريا، اليونان       | ترابية  | ماريا بافليدو   | 6–1, 6–1           |
| الوصافة | 2.    | 21 يناير 2002  | باشتاد، السويد          | صلبة    | إستر مولنار     | 7–6(7–5), 4–6, 0–6 |
| الفوز   | 2.    | 1 سبتمبر 2003  | بلدية بن عكنون، الجزائر | ترابية  | جنيفر شميت      | 6–4, 3–6, 6–2      |
| الفوز   | 3.    | 4 يوليو 2005   | لي توكيوت، فرنسا        | ترابية  | ديانا برونيل    | 6–0, 6–0           |

## روابط خارجية
- كارينا جاكوبسجارد على موقع رابطة محترفات التنس (الإنجليزية)
- كارينا جاكوبسجارد على موقع الاتحاد الدولي لكرة المضرب (الإنجليزية)
- كارينا جاكوبسجارد على موقع كأس بيلي جين كينغ (الإنجليزية)
- كارينا جاكوبسجارد على موقع خلاصة التنس.كوم (الإنجليزية)